# Voronkivka, Vîșhorod
Voronkivka (în ucraineană Вороньківка) este un sat în comuna Sîneak din raionul Vîșhorod, regiunea Kiev, Ucraina.

## Demografie
Componența lingvistică a localității Voronkivka
     Ucraineană (94,74%)
     Rusă (5,26%)
Conform recensământului din 2001, majoritatea populației localității Voronkivka era vorbitoare de ucraineană (94,74%), existând în minoritate și vorbitori de rusă (5,26%).